# Beatboxing

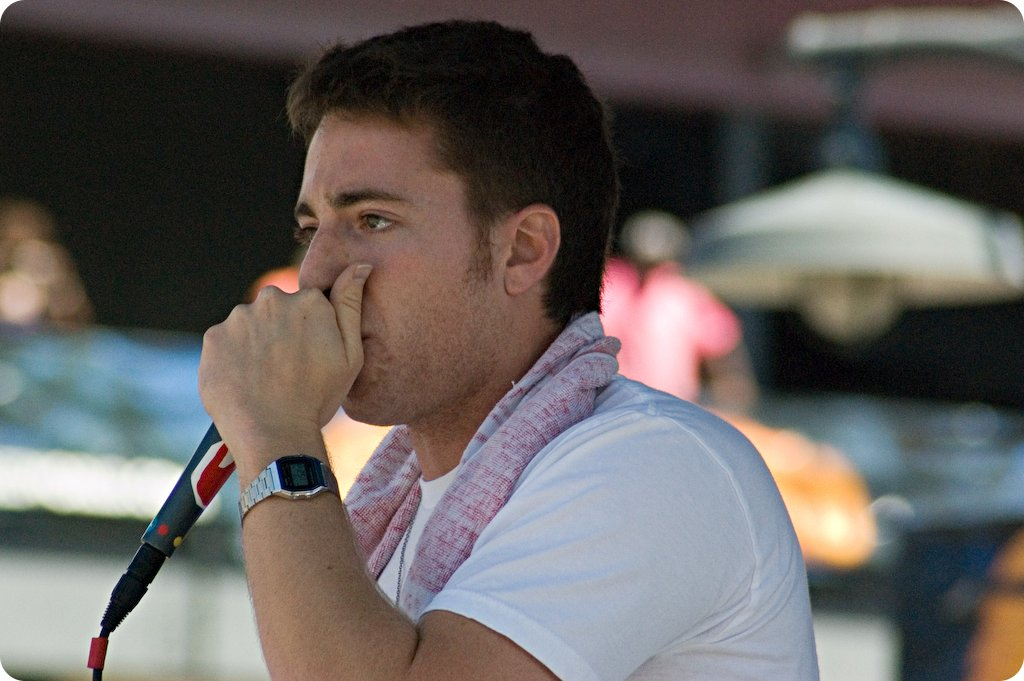
Beatboxare

Beatboxing är konsten att med sin egen röstförmåga (stämband, munhåla, läppar och tunga) återskapa det ljud som slagverk (samt ibland även bas och sång) kan åstadkomma. Beatboxing har sitt ursprung i hiphop, men används också i andra musikstilar. 
En av de mest kända beatboxarna är Rahzel som var den första som beatboxade och sjöng samtidigt. Den sången är nu en av de mest kända inom beatboxing och är en cover på låten "If Your Girl Only Knew" av sångaren Aaliyah. 
Även artister som Reeps One, Skiller och Alem är världskända av olika Beatboxare runt om i världen.
Dagens beatboxare använder sig inte endast av beatboxing för att återskapa trummor och bas, utan även för att scratcha med flera olika tekniker likt en diskjockey eller återskapa hela sånger. Några av de mest kända låtarna som beatboxare ofta gör är "Drop it like it's hot" av Snoop Dogg och "Pony" av Ginuwine där man sjunger och beatboxar samtidigt. Man har även börjat blanda in ytterligare ljudeffekter. Detta kan kallas "den nya vågen av beatboxare".
Beatbox är litet i Sverige jämfört med länder som USA, England och Frankrike, men växer. 

## Historia

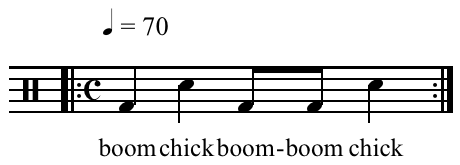
Stereotypt beat

Ordet beatbox kommer från trummaskinerna som många rappare och musiker använde för att hålla takten eller lägga till ett beat i en sång. Men många unga rappare från ghettona hade inte råd med sådana. Så uppstod beatboxing. Det fanns dock tre personer som i början på 80-talet gjorde beatboxing stort. Det talas ofta om vem som var först och de flesta är överens om att det var Darren "The Human Beat Box" Robinson i The Fat Boys. Han använde sig av en unik andningsstil som lät väldigt annorlunda. Ungefär vid samma period var Doug E. Fresh aktiv och turnerade med en old skool rappare Mc Ricky D också kallad "Slick Rick" eller "Rick the ruler". De var relativt stora under 80-talet och båda är ännu i viss mån aktiva. Under 1985 kom Biz Markie som ursprungligen var rappare och blev relativt stor i både beatboxing och rap. Alla tre betraktas som förebilder av beatboxare.

## Swissbeatbox
Swissbeatbox anses som den största platform där beatboxare runt världen delar med sig av beatboxing rutiner och är även huvudansvarig för GBBB eller "Grand Beatbox Battle" som hålls varje år sedan 2009.
Tävlingen GBBB har nu kategorier som: Loopstation, Solo battle och Tag Team.   

## Beatboxare
- Mael "Alem" Gayaud (Frankrike)
- Beardyman (Storbritannien)
- Antoinette "Butterscotch" Clinton (USA)
- Dan "D-Low" Lowes (Storbritannien)
- Gene Shinozaki (USA)
- Rahzel (USA)
- Reeps One (Storbritannien)
- Skiller (Bulgarien)
- Divyansh Kacholia (Indien)